# Fortimesus consanguensis
Fortimesus consanguensis är en kräftdjursart som först beskrevs av Boris Vladimirovich Mezhov 1980.  Fortimesus consanguensis ingår i släktet Fortimesus och familjen Ischnomesidae. Inga underarter finns listade i Catalogue of Life.